# Wahlkreis Camberwell and Peckham

Der Wahlkreis Camberwell and Peckham mit den Grenzen von 2007

Camberwell and Peckham ist ein Wahlkreis für das britische Unterhaus in Greater London, der hauptsächlich im London Borough of Southwark liegt. Der Wahlkreis wurde 1997 geschaffen und deckt einen Großteil von Chorley ab. Er entsendet einen Abgeordneten ins Parlament.

## Geschichte
Der Wahlkreis wird seit den Unterhauswahlen 1997 durchgehend von Harriet Harman, der ehemaligen interimistischen Parteichefin der Labour Party im Parlament vertreten.
Der Wahlkreis wies im April 2013 eine Arbeitslosigkeit von 6 % auf. Der Wert lag damit höher als der landesweite Durchschnitt von 3,8 %.